# トリカマルムの戦い
トリカマルムの戦い（トリカマロンとも、英：Battle of Tricamarum）は、ヴァンダル戦争において533年の12月中頃にベリサリウス率いる東ローマ帝国軍とゲリメル率いるヴァンダル王国軍との間で戦われた会戦である。

## 背景
ヴァンダル王ゲリメルは533年9月13日のアド・デキムムの戦いに敗れてヌミディア地方に落ち延び、さらに首都カルタゴを失った。彼はサルディニア島の反乱鎮圧から戻ってきた兄ザノンと合流し、再戦を期してヴァンダル人の残党とムーア人の兵をかき集めた。そしてその軍を率いてゲリメルはベリサリウスの拠るカルタゴへと進撃したものの敵はすぐには出撃してこず、東ローマ軍のフン族部隊を買収しようとしても、彼らは勝ち馬に乗るために中立の立場を取ろうとしたため後退した。これに対し、ベリサリウスが追いすがってきたため、メジェルダ川河畔にあり、カルタゴから20マイルほど西に位置するトリカマルムに陣を張っていたヴァンダル軍は戦いに応じ、両軍は川を挟んで対陣した。

## 戦い
ゲリメルは兵には剣のみを使って戦うように命じており、この戦いはアド・デキムムの戦いと同様にほとんど騎兵のみで戦われた。戦いが始まると東ローマ軍の将軍ヨハネス率いる先鋒の騎兵部隊が敵をおびき寄せるべく川を渡ってきた。中央の部隊を率いていたザノンがそれに応じたがすぐに退却し、ヴァンダル軍は川辺までしか敵を追わなかった。同じようなことが三度繰り返された後、ベリサリウスは親衛隊の全部を投入して攻撃に加わらせ、白兵戦となった。
やがてヴァンダル軍は敗勢に転じ、ザノンをはじめとするヴァンダルの多くの勇士が戦死し、敗走した。そして当のゲリメルは味方の敗勢を見て取るや僅かな供の者をつれて戦場から逃げだした。敵の敗走を見たフン族部隊は追撃に加わり、ヴァンダル兵を殺した。陣営に残されていたヴァンダル軍の妻子と財産は東ローマ軍の手に落ちた。この戦いで東ローマ軍は50人、ヴァンダル軍は800人を失った。

## その後
夜が来るとベリサリウスは勝利と戦利品によって規律が緩んだ自軍に敵が攻撃を仕掛けるのではないかと心配したが、頭を失っていたヴァンダル軍は完全に崩壊しており、それは杞憂に終わった。その後、ベリサリウスは逃げた敵兵を悪く扱うことはせず、翌年の春にコンスタンティノープルに送ると約束して投降させた。そして、実際は僅かな部分しか占領していなかったにもかかわらず、ヴァンダル王国全域の帝国の支配を公式に宣言した。そのため、アフリカ属州、とりわけマウレタニアの完全な平定は彼が去った後、その後任の将軍たちの任務になった。一方ゲリメルはパプア山地のメデウスに逃げ込んだものの、やがて降伏した。
ところが、ベリサリウスの成功は彼の配下の将軍たちの嫉妬を生み、彼らはユスティニアヌス1世にベリサリウスは王位を狙っていると讒訴した。そこで皇帝は彼にアフリカに留まるか帰還するかを選ばせ、ベリサリウスは後者を選んで帰国した（534年）。そして彼はこの戦争での勝利によって首都で凱旋式を挙げるという栄誉に浴した。
この戦いとその前のアド・デキムムでの勝利、そして戦争の早期終結はベリサリウスの才能の故というよりは数の優位を活かすことができなかったゲリメルの無能が原因であったと考えられた。「彼の秘書プロコピウスはその戦争の驚くべき結果を現しており、それは優れた戦略ではなく運命の逆説の手柄であると考えることに躊躇していない」。むしろベリサリウスの懸案は彼は自身の野放図な兵士を纏め上げることであり、現にフォエデラティは戦利品を確保することしか考えていなかったし、上述のようにフン族も完全に信頼できる部下ではなかった。

## 註
1. ↑  Bury, p. 137